# Wegen in Denemarken

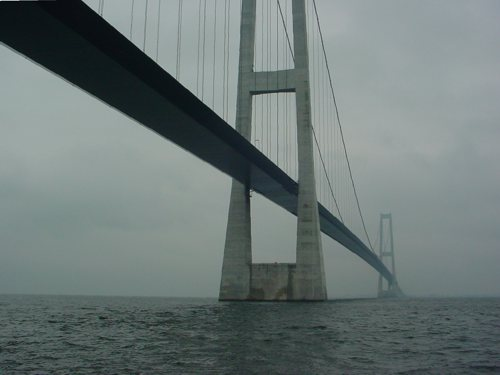
De Grote Beltbrug, met een lengte van 18 km veruit de langste brug van Denemarken.

De wegen in Denemarken vormen een belangrijk onderdeel van de Deense verkeersinfrastructuur. Omdat Denemarken uit een groot aantal eilanden bestaat, waren er oorspronkelijk veel veerverbindingen. Met de aanleg van de autosnelwegen zijn ook vaste verbindingen aangelegd. De grote eilanden zijn inmiddels allemaal met elkaar verbonden door middel van bruggen en tunnels. Sinds de aanleg van de Sontbrug heeft Denemarken ook een vaste oeververbinding met Zweden.

## Wegnummering

Deense autosnelwegen in 2007

Deense wegen worden in vier categorieën verdeeld:
- Europese wegen
- Nationale hoofdwegen
- Secundaire wegen
- Ringwegen

### Europese wegen
De hoogste laag zijn de Europese wegen (Deens: Europavej). Deze wegen vormen een netwerk van internationaal belang in Denemarken. Ze worden aangegeven met een groen wegschildje met witte letters. Deze wegen vormen samen de Grote H (Deens: Store H) en de Jutlandse Y, beide genoemd naar de vorm van het wegennet. 
De Grote H bestaat uit de E20 in het midden, de E45 in het westen en de E47/E55 in het oosten. Op de kruispunten liggen de steden Kopenhagen (oost) en Kolding (west). De Grote H vormt de basis van het Deense E-wegennet. 
De Jutlandse Y bestaat uit twee wegen die vanaf Aalborg, in de noordwestelijke punt van de Deense H, naar een tweetal veerhavens aan het Skagerrak en Kattegat lopen. Vanaf deze havens zijn Zweden en Noorwegen te bereiken. De Jutlandse Y wordt gevormd door de E39 naar Hirtshals en de E45 naar Frederikshavn.

### Hoofdwegen
De tweede laag zijn de hoofdwegen (Deens: Primærrute). Deze wegen vormen een aanvullend netwerk van nationaal belang. Ze worden aangegeven met een geel wegschildje met zwarte letters. Er worden alleen een- en tweecijferige nummers gebruikt. Op dit moment worden er 37 nummers gebruikt. 

### Secundaire wegen
De derde laag zijn de secundaire wegen (Deens: Sekundærrute). Deze wegen vormen een aanvullend netwerk van regionaal belang. Ze worden aangegeven met een wit wegschildje met zwarte letters. Er worden alleen driecijferige nummers gebruikt. Sommige secundaire wegen zijn gedegradeerde hoofdwegen. Dit komt vooral voor bij de aanleg van autosnelwegen. De hoofdweg gaat dan over de nieuwe autosnelweg lopen en de oude hoofdweg wordt een secundaire weg. Een voorbeeld is de Primærrute 15 tussen Aarhus en Herning. Door de aanleg van de Herningmotorvejen loopt de Primærrute 15 voortaan over die nieuwe autosnelweg. De oude Primærrute 15 heet nu Sekundærrute 195.

### Ringwegen
De vierde laag zijn de ringwegen (Deens: Ringvej). Deze wegen worden aangegeven met een geel wegschildje met zwarte letters. Als prefix wordt de letter 'O' gebruikt. De ringwegen zijn per stad genummerd. Een bepaald nummer kan dus in meerdere steden voorkomen. De O4 in Kopenhagen is de enige ringweg die is uitgebouwd tot autosnelweg (Motorring 4). 
Het begrip Ringvej staat overigens los van het begrip Motorring. Op dit moment zijn er twee motorringen (autosnelwegringen): de Motorring 3 en Motorring 4. Dit zijn beide ringwegen van Kopenhagen. De Motorring 4 loopt toevallig over een deel van de O4, maar de Motorring 3 is een geheel andere weg dan de O3.

### Autosnelwegen
De autosnelwegen staan los van de rest van de bewegwijzering. Bijna alle Deense autosnelwegen hebben een nummer uit een van bovenstaande categorieën. Dat nummer wordt op de bewegwijzering aangegeven. Verder hebben alle autosnelwegen nog een administratief nummer. Dit nummer bestaat uit het prefix 'M' gevolgd door een, twee of drie cijfers. Deze nummers staan alleen op de hectometerpaaltjes aangegeven.
Alle autosnelwegen hebben officiële namen. De meeste autosnelwegen zijn genoemd naar het eindpunt (vooral vanuit Kopenhagen) of naar het (schier)eiland waarover ze lopen.

## Bewegwijzering
Bij de Deense bewegwijzering wordt onderscheid gemaakt tussen autosnelwegen, autowegen en overige wegen. Op de autosnelwegen worden groene borden met witte letters gebruikt, de autowegen blauwe borden met witte letters en op het onderliggend wegennet witte borden met rode letters. De combinatie rood op wit is bijna uniek in de wereld. Alleen bij de Nederlandse fietsbewegwijzering wordt deze combinatie ook gebruikt.